# 282669 Erguël
282669 Erguël è un asteroide della fascia principale. Scoperto nel 2005, presenta un'orbita caratterizzata da un semiasse maggiore pari a 2,3409072 UA e da un'eccentricità di 0,0319538, inclinata di 5,60969° rispetto all'eclittica.